# Сатала
Сатала (греч. Σάταλα, лат. Satala) — древний город в Малой Армении, на холме к северу от деревни Садак, неподалёку к северу от города Эрзинджан (Ерзынка), на территории современной Турции, в иле Гюмюшхане. Основан как римский каструм в начале II века.

## История
В 72 году при императоре Веспасиане Малая Армения вошла в состав римской провинции Каппадокия. В городах Мелитене (ныне Малатья) и Сатале разместились римские легионы. В Сатале был размещён XV Аполлонов легион. Предполагается, что Саталу могли посещать римские императоры Траян и Адриан. Сатала была самым крупным военным лагерем в северной части верхнеевфратского лимеса. Военный лагерь разросся в город с развитой общественной жизнью. Сатала находилась в 10 км от главного храма Анаит в Ерзынке (Ерзнка), где стояла золотая статуя богини. Город соединялся дорогами со столицей Великой Армении Арташат и с Мелитеной через Зимару (др.-греч. Ζίμαρα, лат. Zimara, арм. Զմմար, Зммар) и Дракон. От Мелитены на запад отходили дороги до Команы Каппадокийской, а от Зимары и Дракона в Никополь и Севастию (ныне Сивас). После разделения Малой Армении в 378—386 годах Сатала относилась к Первой Армении. Сатала быа центром епархии, подчинявшейся митрополиту Севастии.
В 530 году сасанидский генерал Мир-Мирое (Мермерой) потерпел поражение от римлян под командованием стратига Ситы у Саталы. Император Юстиниан I отстроил заново укрепления города. В 607—608 годах Сатала была захвачена войсками сасанидского шахиншаха Хосрова.

## Афродита из Саталы
В греко-римском холле Британском музее хранится бронзовая голова и кисть руки с фрагментом драпировки культовой бронзовой статуи Анахит в эллинистическом стиле, датируемая II—I вв. до н. э., —  так называемая Афродита из Саталы, относимая к школе Праксителя. Первый исследователь, немецкий археолог Рихард Энгельманн считал её повторением Афродиты Книдской. Французский археолог Оливье Райе увидел точную копию Афродиты Книдской, а армянский учёный и знаток древностей Гевонд Алишан — армянскую богиню Анаит. В каталоге бронз Британского музея Уолтерса (H. B. Walters) голова значится репликой в стиле Скопаса.  Прямых реплик статуи не известно. Армянская учёная Асмик Маркарян считает статую самостоятельным произведением художественного круга Кефисодота и Тимарха в виде римской копии эпохи императора Августа. Статуя выполнена в полторы натуральной величины, общая высота статуи оценивается в более 2,5 м..

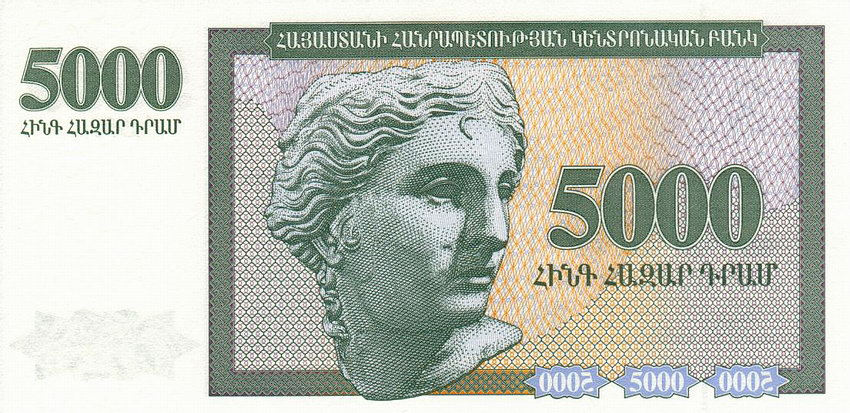
Банкнота 1995 года номиналом в 5000 армянских драмов

Голова найдена турецкими крестьянами у деревни Садак в 1872 году. Коллекционер Алессандро Кастеллани продал её в 1873 году Британскому музею. Голова изображена на банкноте 1995 года номиналом в 5000 армянских драмов, ныне вышедшей из обихода.
В той же местности были найдены нижняя часть ноги бронзовой статуи коня в натуральную величину, фрагмент постамента статуи, архитрава здания и другие архитектурные детали.

## Раскопки
В 1866 году руины Саталы посетил британский археолог и консул в Курдистане Джон Джордж Тейлор (John George Taylor).
В 1874 году раскопки проводил британский проконсул в Трапезунде Альфред Билиотти.
В настоящее время проводятся раскопки под руководством профессора Шахина Йилдырыма (Şahin Yıldırım) из Бартынского университета. Найдены фрагменты богато украшенного бронзового пояса, который принадлежал воину времен государства Урарту (IX—VI века до н. э.). Найдены разрушения 255—256 годов, связанные со второй Римской кампании шаханшаха Шапура I в 253—256 годах. Обнаружен высеченный в скале некрополь, большинство могил принадлежат римским легионерам III века. Профессор Шахин Йылдырым сообщает:
Мы обнаружили, что кладбище является многоярусным. Ряд захоронений там относится к византийскому периоду и даже к началу VII века н. э.
Найден вход в крепость, построенную во времена императора Адриана.